# Terminologi
Terminologi är en mängd ord, uttryck och termer som är specifika för ett visst fackområde. Terminologin tjänar till att underlätta kommunikationen mellan personer som är insatta i området. Samtidigt kan det försvåra för nykomlingar. Terminologier uppstår vanligen spontant när behovet finns. Fackterminologi kallas ibland skämtsamt för "fikonspråk" (det vill säga ett språk som är svårbegripligt för utomstående). Särskilt inom politik men även inom marknadsföring försöker man ofta manipulera med terminologin, byta namn på saker för att ge dem en bättre eller sämre känsla. 
Med användande av förment vetenskapligt språk, har texter ibland föregivits vara riktiga fast de är förfalskningar eller skämt, exempelvis i den så kallade Sokalaffären.

### Övergripande
- Fackspråk
- Nomenklatur

### Terminologi inom skilda områden
- Terminologicentrum (utvecklar facktermer på svenska)
- Kategori:Juridiska termer
- Termer inom internationell handel
- Matematikterminologi
- Operaterminologi
- Eurodicautom
- Läkarlatin
- HISA
- Vetenskapligt namn
- Språkrådet
- Blasonering, med uppgifter om heraldisk terminologi